# Juan Ramón Folch IV de Cardona
Juan Ramón Folch IV de Cardona (1446 – Arbeca, 1513) fue V conde de Cardona (1486-1491) y luego I duque de Cardona (1491-1513), VI conde de Prades y VI barón de Entenza (1486-1513), vizconde de Villamur (1486-1513) y I marqués de Pallars Sobirá (1491-1513).

## Antecedentes familiares
Hijo de Juan Ramón Folch III de Cardona y de su esposa Juana de Urgel, hija de Jaime II de Urgel y de su esposa Isabel de Aragón.

## Biografía
Durante la guerra civil catalana apoyó al rey Juan II de Aragón y defendió al príncipe Fernando y la reina Juana Enríquez en el sitio de la Força Vella de Gerona (1462). Durante la lucha, Juan Ramón Folch IV de Cardona ocupó el Pallars Sobirá. Fue hecho prisionero en la batalla de Viladamat. Al terminar la guerra, el rey le concedió los territorios de Hugo Roger III de Pallars Sobirá, primo suyo que había estado en el bando de la generalidad de Cataluña, con el título de marquesado de Pallars Sobirá. También elevó la categoría del título de Duque de Cardona.
En 1466, tras la muerte del conde Pedro de Portugal (nieto de Jaime II de Urgel), la causa de la Generalidad encabezada por los hermanos Colom lo proponen como rey de Cataluña, ya que él era también nieto de Jaime II de Urgel. Se mantuvo fiel a los Trastámara y declinó la proposición.
El rey Juan II de Aragón le concertó casarse con una hermanastra de la reina Juana, Aldonza Enríquez (hijas ambas de Fadrique Enríquez pero de madres diferentes) gracias a su fidelidad. Entonces le otorgó el título de Gran Condestable de Cataluña y Aragón en 1467. Con este título quedaba por debajo del rey y los príncipes en la línea de poder.
El año 1505 es nombrado virrey de Nápoles (su padre Juan Ramón Folch III de Cardona había sido virrey de Sicilia entre 1477-1479), aunque dos años más tarde el rey le hizo volver a Cataluña.
Fue diputado del General por el brazo militar en el trienio 1473-1476 y se destacó en la lucha contra los remensas.

## Matrimonio y descendencia
El 1467 se casó con Aldonza Enríquez de Quiñones (1450-1520), media hermana de Juana Enríquez y media tía materna de Fernando el Católico. Tuvieron los siguientes hijos: 
- Fernando Juan Ramón Folch de Cardona y Enríquez, el heredero y II duque de Cardona, casado en primeras nupcias con Francisca Manrique de Lara y en segundas con Isabel Agustí.[1]
- Juana Folch de Cardona y Enríquez (m. 1547), casada en 1503 con Antonio Manrique de Lara y Castro (1466 - Navarrete, 13 de diciembre de 1535), II duque de Nájera, con descendencia.
- Antonio Folch de Cardona y Enríquez (m. 1555), virrey de la isla y reino de Cerdeña, casado con María de Requesens (c. 1500 - ?), hija de Galcerán de Requesens, I conde de Palamós, y de su esposa Beatriz Enríquez, de quien tuvo a: 
  - Margarita Folch de Cardona y Requesens (c. 1535 - Madrid, 23 de febrero de 1609), casada en Praga en 1553 con Adam, Freiherr von Dietrichstein (Graz, 7 de octubre de 1527 - Nikolsburg, 5 de febrero de 1590), con descendencia.
  - Ana Folch de Cardona y Requesens, casada con Blasco de Alagón y Boter, II conde de Villasor, con descendencia.
- Luis Folch de Cardona y Enríquez, arzobispo de Tarragona (1531-1532) y presidente de la Generalidad de Cataluña (1524-1527).
- Alfonso Folch de Cardona y Enríquez (m. diciembre de 1522), casado con Aldonça de Terré.
- Enrique Folch de Cardona y Enríquez (Urgel, 1485-Roma, 7 de febrero de 1530), obispo de Barcelona (1505-1512), cardenal-arzobispo de Monreale (1512-1530).
- Isabel Folch de Cardona y Enríquez (1480-6 de julio de 1512), casada en 1503 como su primera esposa con Alfonso VII de Ribagorza o Alonso Felipe de Aragón y López de Urrea (1487 - 3 de noviembre de 1550), II duque de Luna y III conde de Ribagorza, con descendencia femenina.
- Aldonza Folch de Cardona y Enríquez (m. 1532), casada con Miguel Ximénez de Urrea y Toledo (1479-1545), II conde de Aranda.
- Teresa Folch de Cardona y Enríquez (1494-1562), abadesa del Real Monasterio de Santa María de Pedralbes.
- Pedro Folch de Cardona y Enríquez (m. 1546), casado con Juana de Requesens.

Con una dama valenciana tuvo un hijo natural: 
- Jaume Folch de Cardona (? - 1530), caballero y comendador de la Orden de Santiago, casado con Catalina de Rocabertí, titular de la baronía de Sant Mori, hija de Bernat Hug de Rocabertí y de su esposa, de quien tuvo a: 
  - Cecilia Folch de Cardona y Rocabertí (? - d. 1535), esposa de Guerau II de Queralt y Requesens (? - 1534), señor de Santa Coloma, con descendencia
  - Jaume Folch de Cardona y Rocabertí (a. 1566 - d. 16 de marzo de 1596), casado a. 1581 con Rafaela Sunyer (a. 1566 - d. 16 de marzo de 1596), de quien tuvo a: 
    - Agnès Folch de Cardona y Sunyer (a. 1581 - ?), casada el 16 de marzo de 1596 con Rafael Joan de Biure y Monsarrat (a. 1581 - 6 de mayo de 1634), con descendencia femenina